# Cinderella (banda sonora de 2021)
Cinderella (Original Motion Picture Soundtrack) es el álbum de la banda sonora de la película de 2021, Cinderella. La banda sonora fue editada por Epic Records en Estados Unidos, Columbia Records en el Reino Unido, y Sony Music a nivel mundial. «Million to One», interpretada por Camila Cabello, fue lanzada el 21 de julio de 2021, como primer sencillo promocional de la banda sonora. «Somebody to Love», interpretada por Nicholas Galitzine, se estrenó el 3 de agosto de 2021. como segundo sencillo promocional de subvención instantánea, junto con el pre-order del álbum. «Dream Girl (Nile Rodgers Remix)», interpretada por Idina Menzel, fue lanzada el 9 de septiembre de 2021, como tercer sencillo promocional. 

## Antecedentes
En abril de 2019, se anunció que Camila Cabello estaba trabajando en la música de la película. En octubre de 2020, Idina Menzel confirmó que «[ella y Camila] también tienen canciones originales».  El 2 de agosto de 2021, la directora Kay Cannon anunció que la banda sonora sería lanzada por Epic Records el 3 de septiembre de 2021.

## Recepción  comercial
En el Reino Unido, Cenicienta debutó en el número 2 de la Official Soundtrack Albums Chart, en el número 8 de la UK Compilation Chart, y en el número 14 de la UK Albums Downloads Chart. En Australia, la banda sonora debutó en el puesto 86 de la ARIA. En España, la banda sonora debutó en el puesto 94 de la lista de los 100 mejores álbumes de PROMUSICAE. En Estados Unidos, la banda sonora debutó en el número 2 de la lista Billboard Top Soundtrack y en el número 127 de la lista Billboard 200.

## Lista de Canciones
| Standard edition |                                                                                         |              |          |  |
| N.º              | Título                                                                                  | Producers(s) | Duración |  |
| 1.               | «Rhythm Nation / You Gotta Be» (Camila Cabello, Idina Menzel and cast)                  | Kay Cannon   | 4:37     |  |
| 2.               | «Million to One» (Camila Cabello)                                                       | Harris       | 3:23     |  |
| 3.               | «The New Barry» (Ben Bailey Smith)                                                      | Cannon       | 0:54     |  |
| 4.               | «Somebody to Love» (Nicholas Galitzine and cast)                                        | Cannon       | 3:46     |  |
| 5.               | «Material Girl» (Idina Menzel and cast)                                                 | Cannon       | 2:20     |  |
| 6.               | «Am I Wrong» (Camila Cabello, Nicholas Galitzine, Idina Menzel and cast)                | Cannon       | 3:23     |  |
| 7.               | «Million to One (Reprise)» (Camila Cabello)                                             | Cannon       | 1:15     |  |
| 8.               | «Shining Star» (Billy Porter and cast)                                                  | Cannon       | 3:56     |  |
| 9.               | «Whatta Man / Seven Nation Army» (Nicholas Galitzine and cast)                          | Cannon       | 3:09     |  |
| 10.              | «Perfect» (Camila Cabello and Nicholas Galitzine)                                       | Cannon       | 3:07     |  |
| 11.              | «Dream Girl» (Idina Menzel and cast)                                                    | Ron Fair     | 2:58     |  |
| 12.              | «Million to One / Could Have Been Me (Reprise)» (Camila Cabello and Nicholas Galitzine) | Cannon       | 1:17     |  |
| 13.              | «Let's Get Loud» (Camila Cabello, Nicholas Galitzine, Idina Menzel and cast)            | Cannon       | 5:29     |  |
| 14.              | «Score Suite» (Mychael Danna and Jessica Weiss)                                         | Cannon       | 6:35     |  |
| 46:13            |                                                                                         |              |          |  |

| Deluxe edition |                                                             |             |          |  |
| N.º            | Título                                                      | Producer(s) | Duración |  |
| 6.             | «Shot at the Crown» (Ben Bailey Smith)                      | Cannon      | 0:54     |  |
| 12.            | «Perfect (Reprise)» (Camila Cabello and Nicholas Galitzine) | Cannon      | 1:18     |  |
| 14.            | «Shoe Made of Glass» (Ben Bailey Smith)                     | Cannon      | 1:14     |  |
| 17.            | «Million to One (Remix)» (Camila Cabello)                   | Harris      | 3:23     |  |
| 18.            | «Dream Girl (Nile Rodgers Remix)» (Idina Menzel and cast)   | Preven      | 3:44     |  |
| 56:49          |                                                             |             |          |  |

## Charts
| Chart (2021)                        | Peak position |
| ----------------------------------- | ------------- |
| Australia (ARIA)                    | 86            |
| España (PROMUSICAE)                 | 94            |
| Reino Unido (UK Compilation Albums) | 8             |
| Reino Unido (UK Album Downloads)    | 14            |
| Estados Unidos (Billboard 200)      | 127           |
| Estados Unidos (Soundtrack Albums)  | 2             |

## Release history
| Región | Fecha                   | Formato(s)                  | Discográfica         | Version(es) | Ref.          |
| ------ | ----------------------- | --------------------------- | -------------------- | ----------- | ------------- |
| Varios | 3 de septiembre de 2021 | CD                          | Epic, Columbia, Sony | Standard    | [ 15 ] [ 16 ] |
| Varios | 3 de septiembre de 2021 | Descarga digital, streaming | Epic, Columbia, Sony | Deluxe      | [ 17 ] [ 3 ]  |